# Tosan Evbuomwan

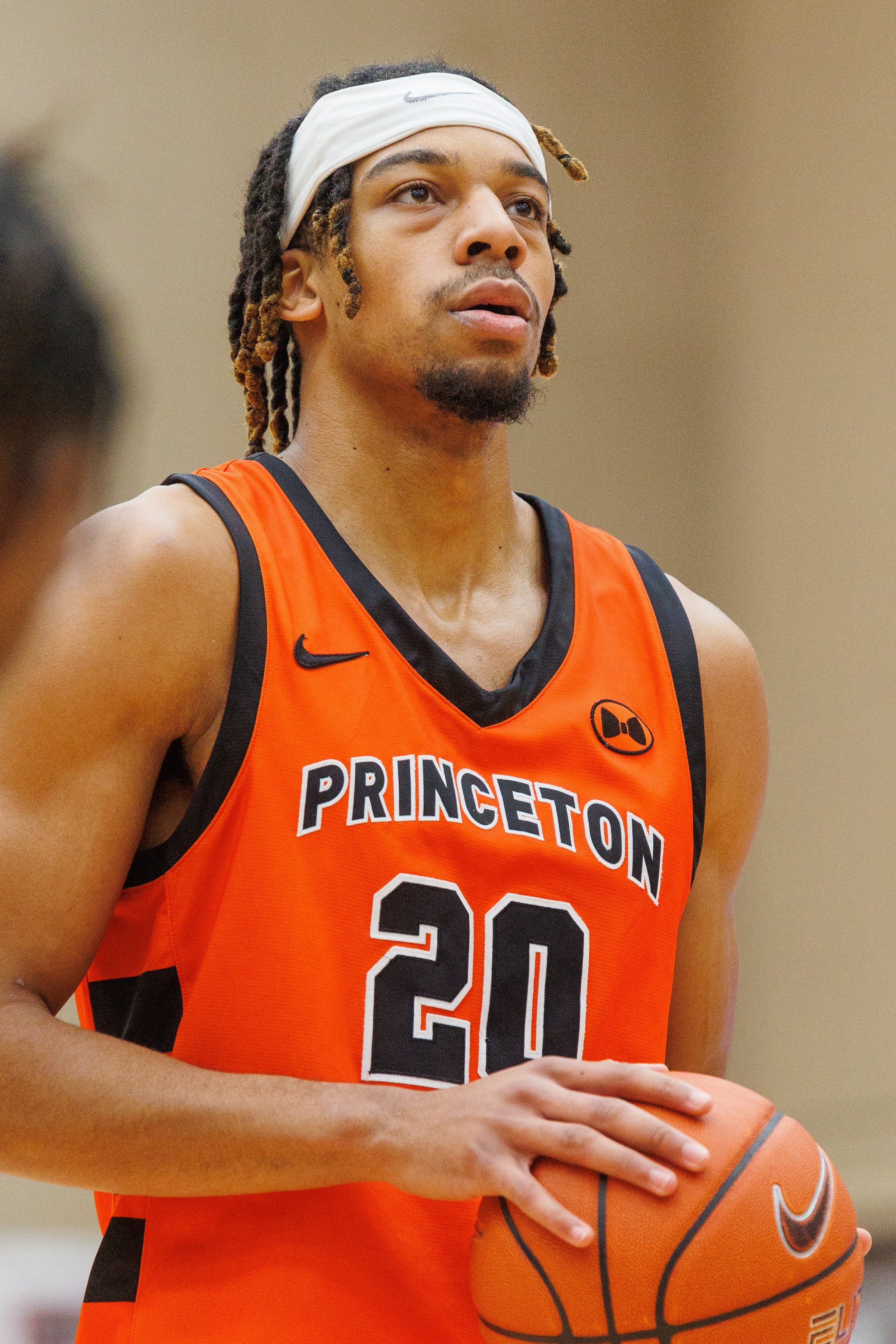
Tosan Evbuomwan, 2023.

Torisesan "Tosan" Evbuomwan, född 16 februari 2001 i Newcastle upon Tyne i England, är en brittisk professionell basketspelare (SF) som spelar för Brooklyn Nets i National Basketball Association (NBA). Han har tidigare spelat för Memphis Grizzlies och Detroit Pistons.
Evbuomwan blev aldrig NBA-draftad.
Innan han blev proffs studerade Evbuomwan vid Princeton University och spelade för deras idrottsförening Princeton Tigers.